# Сар (комарка)
Сар (исп. El Sar, галис. O Sar) — район (комарка) в Испании, входит в провинцию Ла-Корунья в составе автономного сообщества Галисия.

## Муниципалитеты
1. Додро
2. Падрон
3. Ройс (Ла-Корунья)